# Criss Cross (album)
| Recensione | Giudizio |
| ---------- | -------- |
| AllMusic   |          |

Criss Cross è un album discografico del musicista jazz Thelonious Monk del 1963, il secondo pubblicato dall'etichetta Columbia Records.

## Descrizione
L'album consiste in composizioni di Monk già edite in precedenza, ri-registrate dal Thelonious Monk Quartet e ripubblicate dalla Columbia Records.

## Tracce
Testi e musiche di Thelonious Monk eccetto dove indicato.
1. Hackensack – 4:12
2. Tea for Two – 3:46 (Vincent Youmans, Irving Caesar)
3. Criss Cross – 4:52
4. Eronel – 4:29 (Monk, Idrees Sulieman, Sadik Hakim)
5. Rhythm-A-Ning – 3:53
6. Don't Blame Me – 7:04 (Jimmy McHugh, Dorothy Fields)
7. Think of One – 5:17
8. Crepuscule with Nellie – 2:45

Bonus track edizione CD
1. Pannonica – 6:46

## Formazione
- Thelonious Monk — pianoforte
- Charlie Rouse — sax tenore
- John Ore — contrabbasso
- Frankie Dunlop — batteria